# Stanley Stanyar
Stanley B. Stanyar (december 1905 – 5. juni 1983) var en canadisk roer som deltog i de olympiske lege 1932 i Los Angeles.
Stanyar vandt en bronzemedalje i roning under OL 1932 i Los Angeles. Han var med på den canadiske otter som kom på en tredjeplads efter USA og Italien. Mandskabet på den canadiske båd var: Earl Eastwood, Joseph Harris, Stanley Stanyar, Harry Fry, Cedric Liddell, William Thoburn, Donald Boal, Albert Taylor og George MacDonald som var styrmand. 